# Dewperkash Gajadin
Dewperkash Gajadin (26 januari 1961) is een Surinaams schaker en schaakarbiter. Hij won het Surinaams schaakkampioenschap (1983), de  schaakolympiade (1984) en is sinds 2010 FIDE Master.

## Carrière
Dewperkash Gajadin won in 1983 won het Surinaams kampioenschap schaken en in 2007 de Suriname Open. In 2013 won hij een bronzen medaille op het Surinaams Schaakkampioenschap, in 2014 werd hij vierde en in 2016 vijfde.
Hij kwam voor Suriname uit in de volgende schaakolympiades:
- 1984: 26e Schaakolympiade in Thessaloniki (+6, =2, -1), eerste reservebord, prijs: individuele gouden medaille
- 2000: 34e Schaakolympiade in Istanbul (+5, =4, -3), vierde bord
- 2002: 35e Schaakolympiade in Bled (+5, =3, -3), tweede bord
- 2004: 36e Schaakolympiade in Calvià (+3, =2, -5), derde bord
- 2006: 37e Schaakolympiade in Turijn (+4, =2, -3), eerste bord
- 2008: 38e Schaakolympiade in Dresden (+3, =0, -6), tweede bord
- 2010: 39e Schaakolympiade in Khanty-Mansiysk (+5, =2, -2), tweede bord
- 2012: 40e Schaakolympiade in Istanbul (+1, =3, -4), tweede bord
- 2014: 41e Schaakolympiade in Tromsø (+2, =1, -4), eerste bord
- 2016: 42e Schaakolympiade in Bakoe (+2, =3, -3), derde bord
- 2018: 43e Schaakolympiade in Batoemi (+2, =0, -6).  derde bord